# Gai Bel·lici Torquat
Gai Bel·lici Torquat (en llatí Caius Bellicius Torquatus) va ser un magistrat romà del segle ii.
Va ser nomenat cònsol romà sota l'emperador Hadrià l'any 143, juntament amb Herodes Àtic, segons diuen els Fasti.